# Сальникова, Алла Аркадьевна
А́лла Арка́дьевна Са́льникова (род. 20 октября 1956, Плауэн, Германская демократическая республика) —российский историк. Профессор кафедры отечественной истории и архивоведения Института международных отношений Казанского федерального университета. Заведующий кафедрой историографии и источниковедения исторического факультета Казанского государственного университета (2004—2015). Автор фундаментальной работы «Российское детство в XX веке: история, теория и практика исследования».

## Биография
Алла Аркадьевна Сальникова родилась 20 октября 1956 года в городе Плауэн Германской демократической республики.
В 1974—1979 годах обучалась в Казанском государственном университете имени В. И. Ульянова-Ленина, после окончания осталась работать в университете. Преподавала в Германии.
Замужем, имеет взрослого сына.
В 1983 году защитила кандидатскую диссертацию «Крестьянское движение в России в 1917 г. в американской буржуазной историографии: анализ и критика использованных источников», в 1997 году — докторскую диссертацию по теме «Исторический источник в американской советологии», уже в 2000 году ей было присвоено учёное звание профессора.
Широко известны труды Аллы Аркадьевны по проблемам отечественного и зарубежного источниковедения, зарубежной историографии истории России, истории ювенологии; исследования по вопросам истории повседневности, развития университетской культуры, историческим аспектам гендерной тематики. Одна из авторов обобщающей работы «История Казанского университета» (2004). Труды А. А. Сальниковой издаются не только в России, но и за рубежом (в Берлине, Базеле).
В 2005 году совместно с казанскими историками С. Ю. Малышевой и Е. А. Вишленковой выступила автором работы «Terra Universitatis: Два века университетской культуры в Казани», которая является одной из ключевых работ по истории российских университетов в современной отечественной историографии. В 2008 году этим же коллективом вышла работа «Культура повседневности провинциального города: Казань и казанцы в XIX—XX вв.», одна из первых работ подобного направления в отечественной историографии. В 2011 году в издательстве Новое литературное обозрение (в серии «Культура повседневности») вышла работа А. А. Сальниковой «История ёлочной игрушки», которая на 2024 год выдержала три переиздания.
Была получателем гранта в рамках Федеральной целевой программы «Научные и научно-педагогические кадры инновационной России», проект «Мультикультурность российского региона как (де)стабилизирующий фактор исторического развития (Среднее Поволжье, XIX — начало XXI вв.)». Выигран грант РГНФ «Семантико-педагогическое исследование иллюстраций в учебной литературе для начальной школы 1986—2006».
Алла Аркадьевна является членом Общественного совета при Государственном Комитете Республики Татарстан по архивному делу, экспертом РАН, НИУ ВШЭ и QS World University Rankings. Алла Аркадьевна является составителем ряда авторских курсов лекций: Культура детства, «Детское» пространство российского города, Российский город как локус пространства повседневности.
Важнейший вклад в науку А. А. Сальниковой заключается в открытии нового междисциплинарного направления — «источниковедение истории детства», разработка методологии и теории вербализации и презентaции категории детства в текстах различного историко-культурного происхождения, методики их герменевтического прочтения, интерпретации и интериоризации.
В 2009 году участвовала во встрече Государственного секретаря США Хиллари Клинтон во время её посещения Казанского государственного университета. В 2019 году в числе некоторых преподавателей кафедры участвовала во встрече Дженет Хартли, почётного профессора Лондонской школы экономики, историка-русиста.
В 2011 году посетила по приглашению Института модернизационных исследований университета Индианы, США для выступления с приглашенными лекциями в рамках программы и консультаций магистрантов и докторантов университета. Выступала с приглашенными лекциями в университетах Иллинойса, Чемпейн-Урбана и Государственном университете Огайо.
Входит в редакционную коллегию журнала «Гысырлар авазы — Эхо веков» (входит в перечень, рекомендованный ВАК).

## Награды
- Нагрудный знак «За заслуги в образовании» Министерства образования и науки Республики Татарстан (2021 год).
- Диплом Министерства культуры Республики Татарстан за победу в Республиканском конкурсе «Книга года — 2016» (3 место) (2018 год).
- Международная премия Арсена Джуровича 2015 года за особый вклад в изучение истории учебников и организацию исследовательских инициатив на международном уровне (Германия, Аугсбург) (2015 год)[7].
- Нагрудный знак Почетный работник высшего профессионального образования Российской Федерации (2007 год).

### Монографии
- История Казанского университета / Ред. И. П. Ермолаев[8]. Казань, 2004.
- Terra Universitatis: Два века университетской культуры в Казани[9]. Казань, 2005. 500 с. (совместно с Малышева С. Ю., Вишленкова Е. А.)
- Казанское житье (XIX—XX вв.)[10]. Казань, 2005. 500 с. (совместно с Малышева С. Ю., Вишленкова Е. А.)
- Российское детство в XX веке: история, теория и практика исследования[11]. Казань, 2007. 255 с.
- Культура повседневности провинциального города: Казань и казанцы (XIX—XX века)[12]. Казань, 2009. 449 с. (совместно с Малышева С. Ю., Вишленкова Е. А.)
- Жизнь и судьба «красного» профессора: Михаил Ксаверьевич Корбут (1899—1937)[13]. Казань, 2009. 125 с. (совместно с Литвин А. А., Маслова Е. С.)
- Neue Raume, neue Zeiten. Kindheitund Familie imKontext von (Trans-)Migration und sozialem Wandel / Ch. Hunner-Kreisel, M. Stephan (Hrsg). Wiesbaden: Springer VS, 2013. 187 s. (глава в коллективной монографии)
- Татарская «Алифба»: национальный букварь в мульткультурном пространстве (конец XIX — начало XXI в.)[14]. Москва, 2014. 260 с. (совместно с Галиуллина Д. М.)
- Rosyjskie dzieciństwo / pod red. Katarzyny Dudy i Andrzeja Dudka. Krakow: Księgarnia akademicka, 2015. 541 S. (глава в коллективной монографии)
- «1989» und Bildungsmedien / «1989» and educational Media / E. Matthes, S. Schutze (Hrsg./Eds.) Bad Heibrunn: Verlag Julius Klinkhardt, 2016. 300 s. (глава в коллективной монографии)
- Сальникова А. А., Малышева С. Ю. Мультикультурный город последних советских десятилетий: свидетельства казанцев // Mehrsprachigkeit und Multikulturalität in politischen Umbruchphasen in östlichen Europa / Hrsg. Von P.Haslinger, M.Wingender, K.Galiullin und I.Gilyazov. Wiesbaden: Harrassowitz Verlag, 2016. S. 109—122. (глава в коллективной монографии)
- Salnikova Alla.The «Bolshevik Attack» on Religion from the Late 1920s to the Early 1930s: Impacts on the Soviet School and on Textbooks / Religion und Bildungsmedien / Religion and Educational Media / Hrsg. / Eds. Sylvia Schutze and Eva Matthes. Bad Heilbrunn: Verlag Julius Klinkhardt, 2018. 425 p. (pp. 229–237). (глава в коллективной монографии)
- Salnikova Alla. The City as the Spatial Frame of Childhood Memories in the Autobiographies of Four Kazan Historians // Das ostliche Europa als Verflechtungsraum. Agency in der Geschichte / R. Borchers, A. Bothe, M. Nesselrodt, A. Wierzcholska (Hrsg.) — Berlin: Metropol, 2021. 296 s. (глава в коллективной монографии)
- Бремя выбора. Историки Казанского университета в первые советские десятилетия[15]. Казань, 2021. 156 с. (совместно с Литвин А. А., Малышева С. Ю.)
- Salnikova Alla. Children’s Texts on the Revolution of 1917 as an Object of Study and a Problem of Interpretation // Kindheiten in gesellschaftlichen Umbrűchen / Claudia Dreke and Beatrice Hungerland (Hrsg.). Weinheim, Basel: Beltz, 2022. 274 S. (глава в коллективной монографии)
- История елочной игрушки, или Как наряжали советскую елку[16]. 3-е изд. М., 2024. 240 с.
- Сальникова А. А. «Vivos voco, mortuos plango»: практики персональной мемориализации в пространстве Казанского университета // Интеллектуалы и власть в конфликтах переломных эпох[17]. Москва, 2023. С. 292—305 (глава в коллективной монографии)